# Pottenbakkersschijf

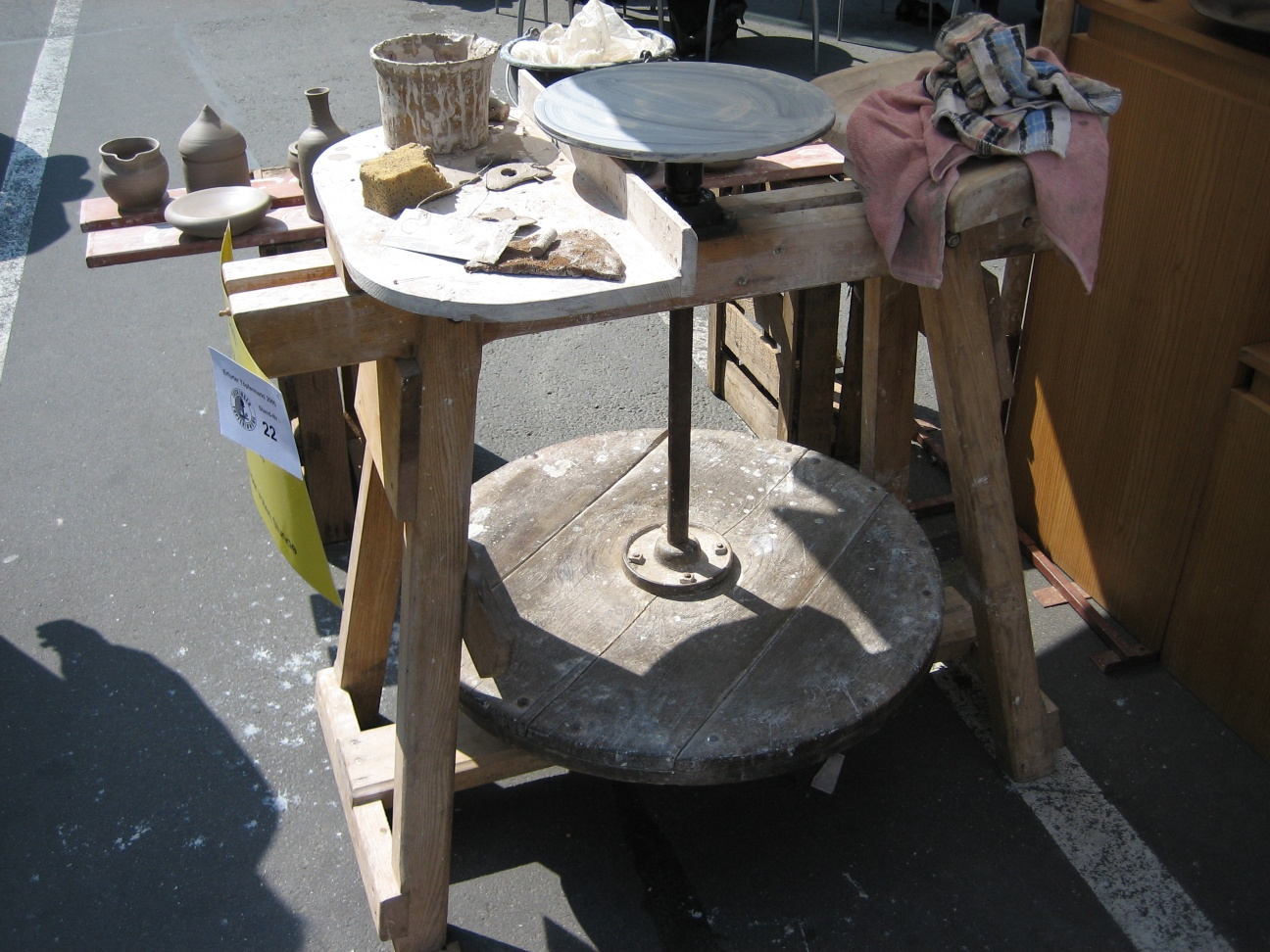
Draaitafel met schijf

De pottenbakkersschijf is een draaitafel die door pottenbakkers wordt gebruikt bij het vervaardigen van rond keramisch aardewerk.
Aardewerken potten dateren al van 30.000 v.Chr. De eerste potten werden met de hand gemaakt, maar deze waren niet perfect rond. De eerste draaitafels ontstonden omstreeks 3500 v.Chr., waarschijnlijk een zware steen die rondgedraaid werd. Later werd een grote schijf gebruikt die met een as aan een lichtere ronde draaitafel was bevestigd. De grote schijf werd met de voet aangedreven en werkte als vliegwiel, waardoor een gelijkmatige snelheid ontstond. Op deze wijze kon men veel mooiere resultaten bereiken.
Het oudste op een pottenbakkersschijf gemaakte aardewerk stamt uit Mesopotamië, uit de Urukperiode. Via Kreta en Griekenland verspreidde de techniek zich naar het Westelijke Middellandse Zeegebied. In China komen de oudste potten uit de Longshan-periode die van 2700 v.Chr. tot 1900 v.Chr. duurde.
De met de voet aangedreven schijf is van veel jongere datum en wel uit de 1e eeuw v.Chr., de tijd van de Ptolemaeën. Deze bleef tot in de 19e eeuw in gebruik. Toen kwamen er ook schijven die niet met de voet, maar met een aandrijfriem werden aangedreven. Later deed ook de elektrische pottenbakkersschijf zijn intrede.

## Belang
De pottenbakkersschijf is een van de belangrijkste vindingen van de mensheid. Het belang blijkt onder andere uit het feit dat ze in mythologische verhalen een rol speelt. In de Griekse mythologie is het Daedalus' leerling Talos die de schijf uitgevonden zou hebben. Ook een der Egyptische scheppingsverhalen, dat van Elephantine, meldt dat de mensen en dieren van klei op een pottenbakkersschijf werden vervaardigd.
Afgezien van het belang van het pottenbakken zelf voor de opslag van voedsel en drank, heeft de pottenbakkersschijf mogelijk ook aan de basis gestaan van de uitvinding van het wiel voor transportdoeleinden.